# جورج فیشر (نوازنده)
جورج فیشر (انگلیسی: George Fisher؛ زادهٔ ۸ ژوئیهٔ ۱۹۶۹) یک موسیقی‌دان اهل ایالات متحده آمریکا است. وی از سال ۱۹۸۶ میلادی تاکنون مشغول فعالیت بوده‌است.
از فیلم‌ها یا برنامه‌های تلویزیونی که وی در آن نقش داشته است می‌توان به جنگ دنیاها اشاره کرد.